# خوسيه روبرتو موناجاس
خوسيه روبرتو موناجاس (بالإسبانية: José Ruperto Monagas) (و. 1831 – 1880 م) هو جندي من فنزويلا ولد في ولاية آنسوآتغي.